# Truly Madly Completely: The Best of Savage Garden
Truly Madly Completely: The Best of Savage Garden é uma coletânea da banda australiana Savage Garden, lançada em 2005.

## Lançamento
A coletânea foi lançada 4 anos após o fim da banda, que ocorreu em 2001. Por conta do repentino término da dupla, e pela recusa dos seus membros no lançamento, a compilação acabou não sendo lançada naquela ocasião, mas somente após o ex-vocalista Darren Hayes ter lançado dois álbuns solo pela Sony Music.
Por este motivo, além de incluir os maiores êxitos da banda, o álbum conta também com duas canções inéditas de Hayes, entre elas o single "So Beautiful", usado para promoção da coletânea. Ela também inclui cinco b-sides inéditos da banda, lançados anteriormente em singles pela Europa e Austrália, como também um DVD bônus com videoclipes.
Nos Estados Unidos, a coletânea foi lançada apenas no começo de 2006. Este foi o último lançamento oficial da banda na década, e também o último de Darren Hayes pela Sony. Após isto, o cantor abriu o selo independente Powdered Sugar, pelo qual passou a lançar seus trabalhos solos.

## Faixas
1. "I Want You" – 3:53
2. "I Knew I Loved You" – 4:11
3. "To the Moon and Back" – 5:42
4. "Hold Me" – 4:52
5. "Santa Monica"  – 3:36
6. "Crash and Burn" – 4:42
7. "Break Me, Shake Me" – 3:25
8. "Truly Madly Deeply" – 4:39
9. "The Animal Song" – 4:39
10. "Affirmation" – 4:58
11. "So Beautiful" (Darren Hayes) – 4:58
12. "California" (Darren Hayes) – 6:00
13. "I Don't Care" (B-side) – 5:05
14. "I'll Bet He Was Cool" (B-side) – 4:41
15. "Love Can Move You" (B-side) – 4:47
16. "Fire Inside the Man" (B-side) – 4:11
17. "This Side of Me" (B-side) – 4:11

## Paradas
| Ano  | Detalhes | Posição | Posição | Posição | Posição | Certificações                            |
| Ano  | Detalhes | AUS     | NZ      | SUE     | RU      | Certificações                            |
| ---- | --- | ------- | ------- | ------- | ------- | ---------------------------------------- |
| 2005 | Truly Madly Completely: The Best of Savage Garden - Lançamento: 1 de Novembro de 2005 - Selo: Columbia - Formato: CD, Download digital, DVD | 11      | 15      | 31      | 25      | - Austrália: Platina - Reino Unido: Ouro |